# Enyo (Gattung)
Enyo ist eine Gattung von Schmetterlingen aus der Familie der Schwärmer (Sphingidae). Die Gattung wurde lange als lockere Gruppe verschiedener Arten betrachtet, die sich insbesondere in ihren Genitalien deutlich unterscheiden. Jedoch scheinen die Merkmale der Raupen die Gattung deutlich von anderen zu trennen.

## Merkmale
Die dunkelbraunen, mittelgroßen Falter haben einen eher gedrungenen Körperbau. Die Vorderflügel haben unregelmäßig geformte Außenränder. Die Fühler sind kurz und an ihrer Spitze scharf hakenförmig gekrümmt. Die Facettenaugen sind im Verhältnis zur Körpergröße außergewöhnlich groß.
Von nur drei Arten der Gattung sind die Raupen bekannt. Sie haben einen gedrungenen Körperbau und ein kräftiges Analhorn. Vom vierten Körpersegment nach vorne zum sehr kleinen Kopf verjüngt sich der Körper stark. Die Tiere tragen die bei Schwärmern häufigen Dorsolateralstreifen. Die kräftigen Puppen haben eine glatte, glänzende Oberfläche, eine verwachsene Rüsselscheide und einen langen Kremaster.

## Vorkommen und Lebensweise
Die Gattung ist vor allem neotropisch verbreitet, lediglich zwei Arten, Enyo lugubris und Enyo ocypete sind aus Nordamerika nachgewiesen, wobei bei letzterer Art unklar ist, ob sie in Nordamerika sesshaft ist. Die bekannten Raupen ernähren sich von Weinrebengewächsen (Vitaceae) und Rosenapfelgewächsen (Dilleniaceae).

## Systematik
Weltweit sind acht Arten der Gattung bekannt:
- Enyo bathus (Rothschild, 1904)
- Enyo boisduvali (Oberthür, 1904)
- Enyo cavifer (Rothschild & Jordan, 1903)
- Enyo gorgon (Cramer, 1777)
- Enyo latipennis (Rothschild & Jordan, 1903)
- Enyo lugubris (Linnaeus, 1771)
- Enyo ocypete (Linnaeus, 1758)
- Enyo taedium Schaus, 1890

Enyo cavifer
Enyo gorgon
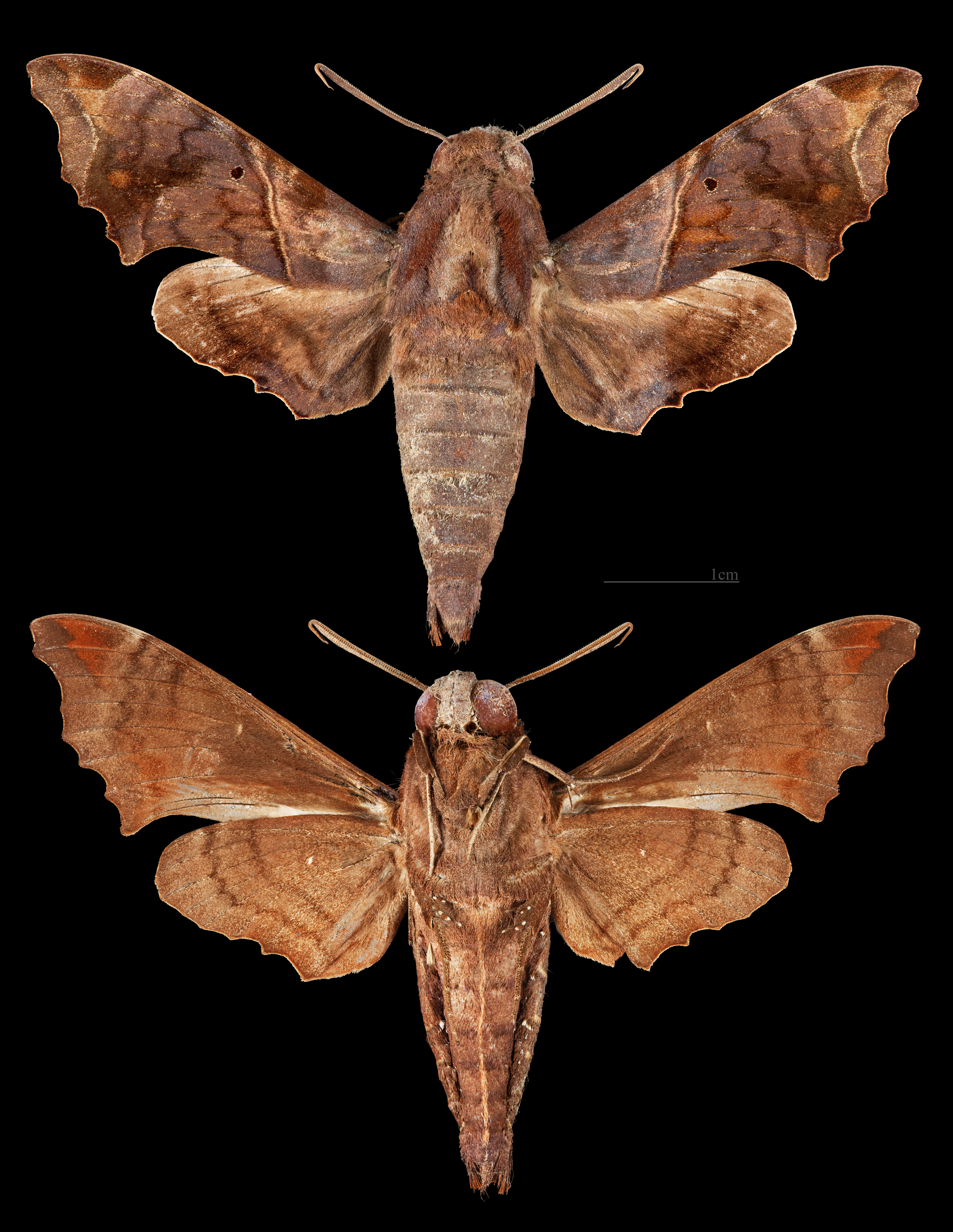
Enyo latipennis
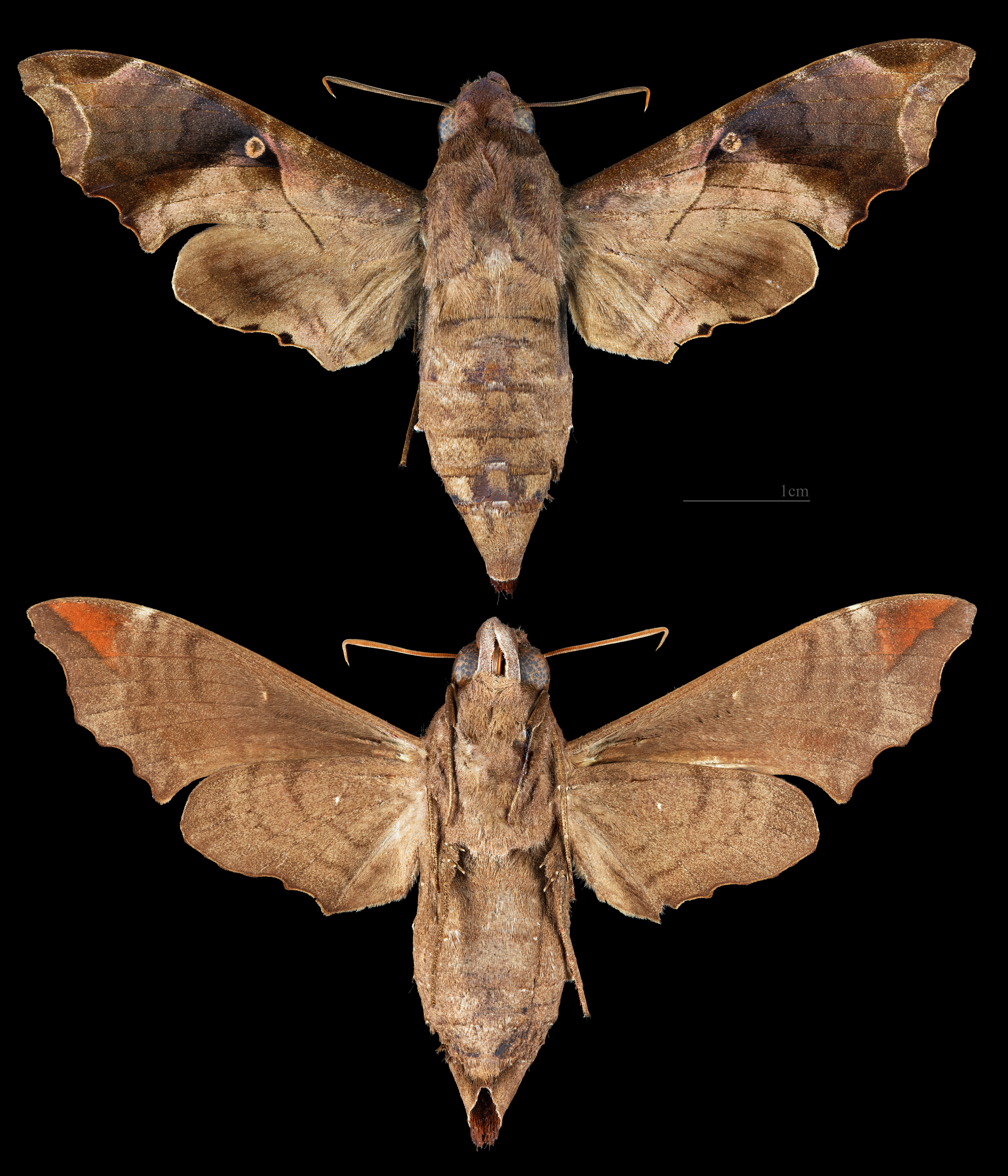
Enyo lugubris
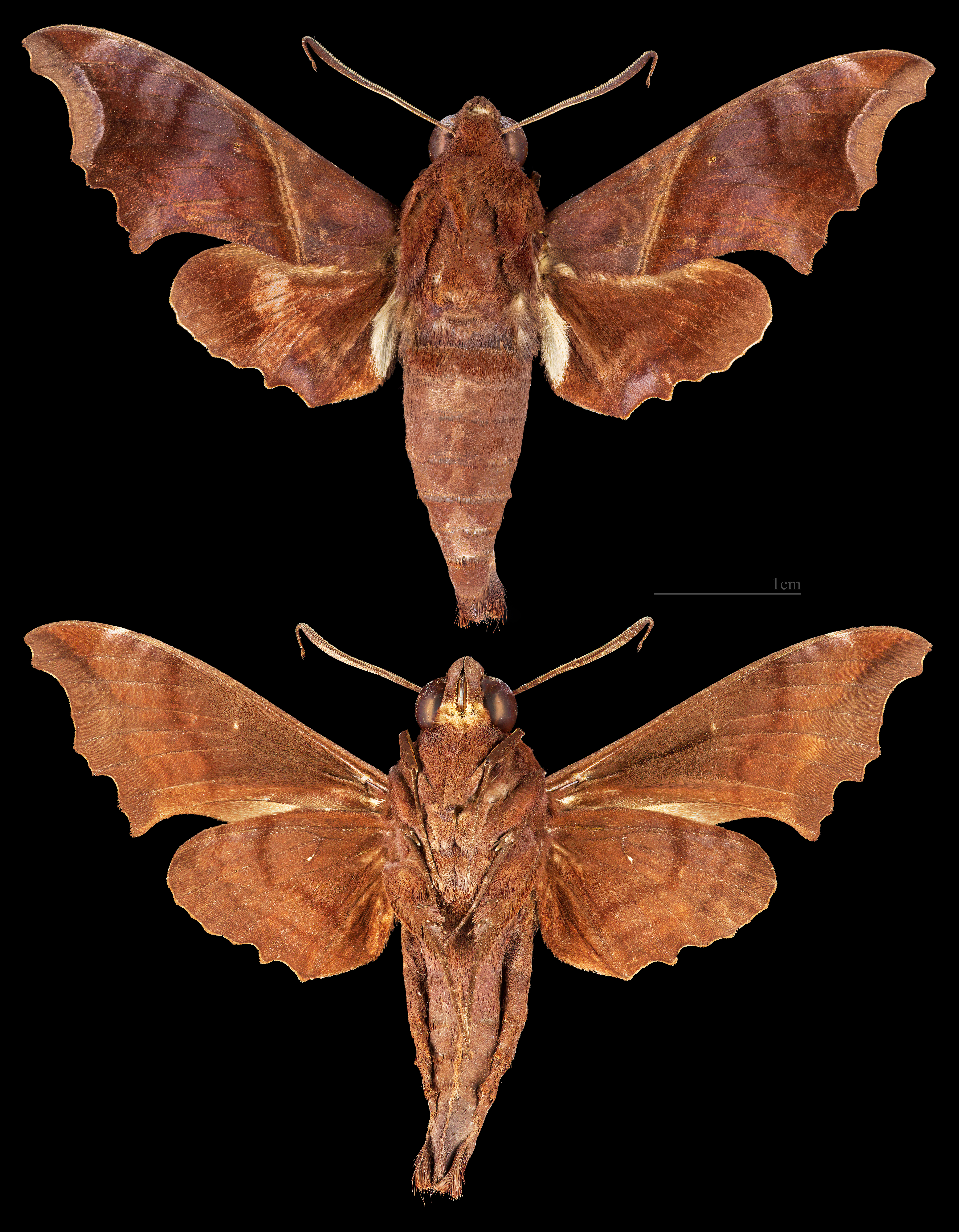
Enyo ocypete
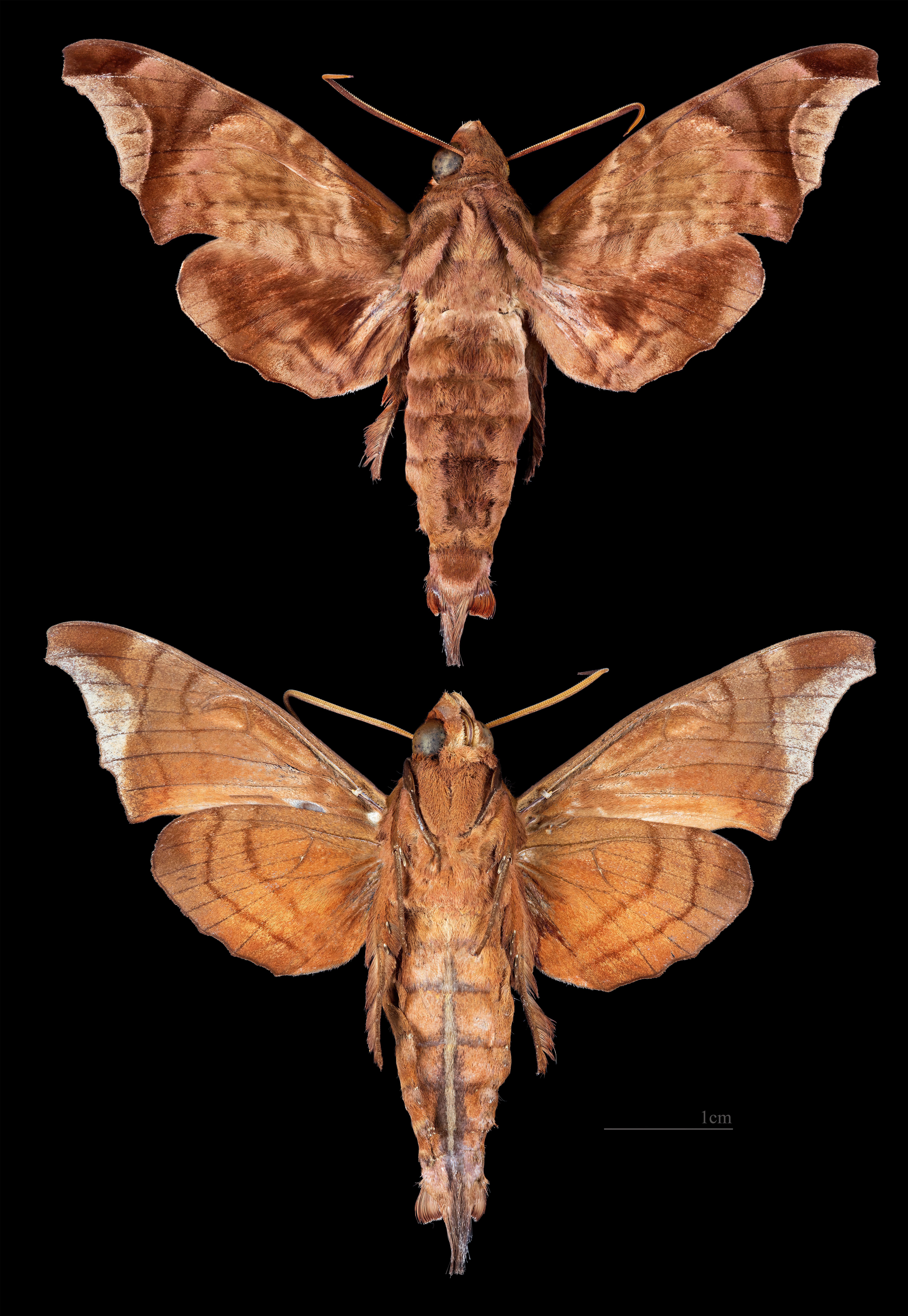
Enyo taedium